# Prosjana
Prosjana (ukrainisch Просяна; russisch Просяная/Prosjanaja) ist eine Siedlung städtischen Typs im Osten der ukrainischen Oblast Dnipropetrowsk mit etwa 4900 Einwohnern (2018).

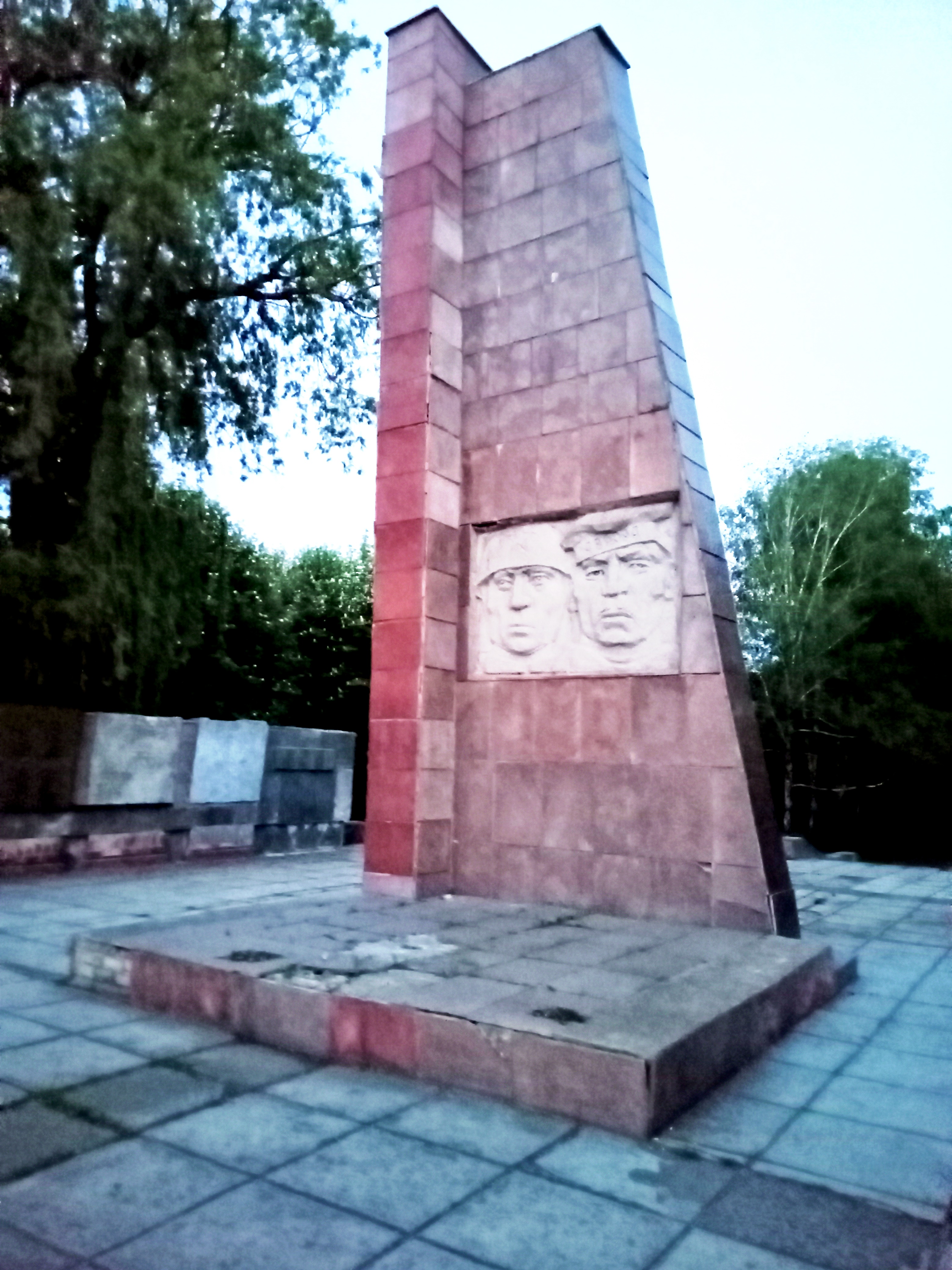
Denkmal im Ort

Die 1884 gegründete Siedlung erhielt 1938 den Status einer Siedlung städtischen Typs. Prosjana liegt im Rajon Synelnykowe und grenzt im Süden an das Dorf Malomychailiwka. In der Ortschaft kreuzen sich die Territorialstraßen T–04–06 und T–04–27.
Am 12. Juni 2020 wurde die Siedlung ein Teil der Landgemeinde Malomychajliwka, bis dahin bildete sie die gleichnamige Siedlungsratsgemeinde Prosjana (Просянська селищна рада/Prosjanska selyschtschna rada) im Norden des Rajons Pokrowske.
Am 17. Juli 2020 kam es im Zuge einer großen Rajonsreform zum Anschluss des Rajonsgebietes an den Rajon Synelnykowe.

## Söhne und Töchter der Stadt
- Anatolyj Arzebarskyj (* 1956), Kosmonaut